# Гаймґартен
Гаймґартен — гора висотою 1791 м у масивах біля озер Вальхен і Кохель в баварському передгір'ї. Утворює гірський хребет із сусідом Герцогштандом, який знаходиться вище Естерських гір і нахилений до Баварського передгір'я, що лежить північніше.

## Пішохідні маршрути

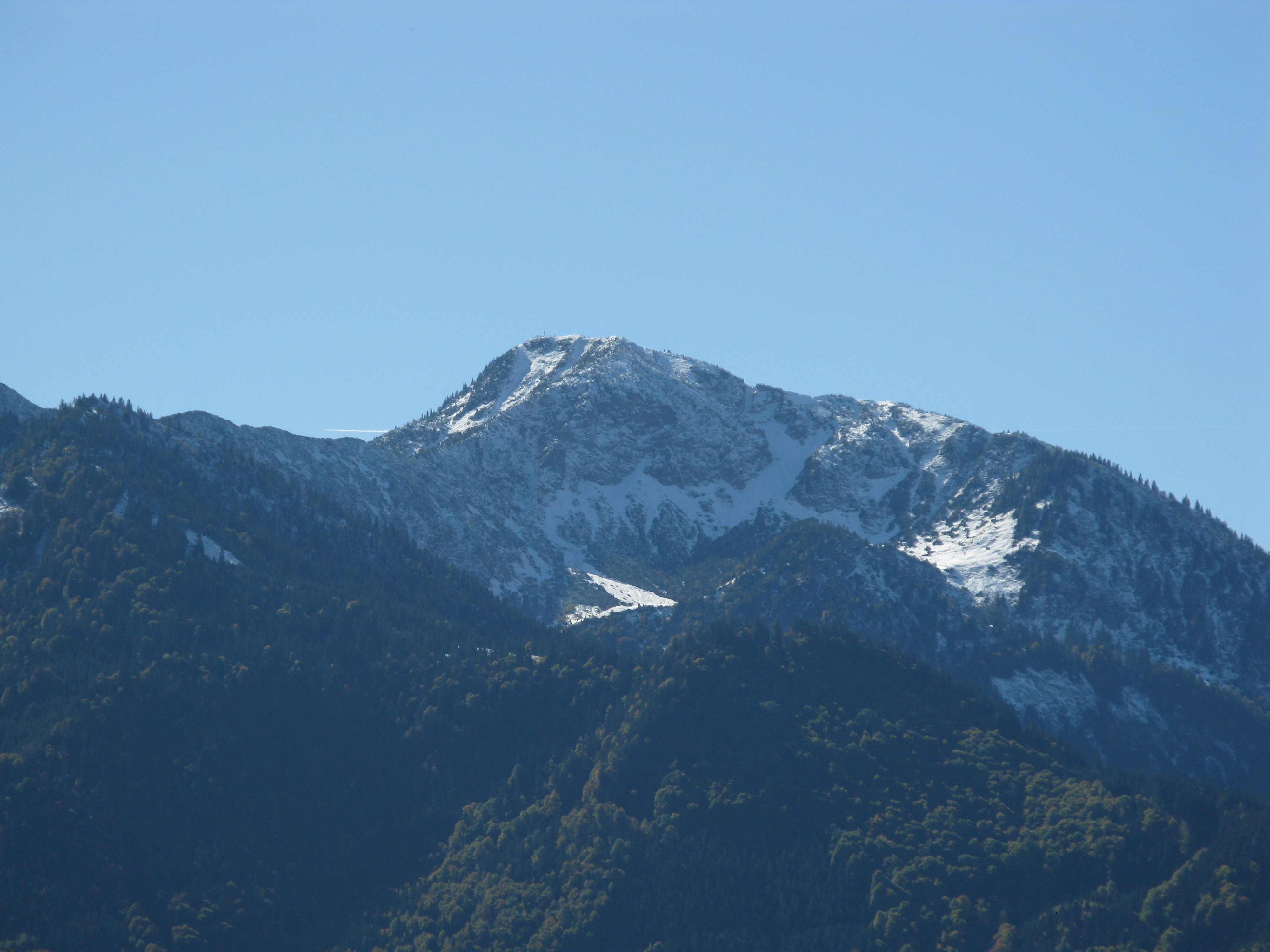
Гаймгартен, вид з Аспенштайнбіхль у Кохель-ам-Зеє

Гаймґартен — одна з найпопулярніших поблизу Мюнхена, але вона є менш відвідуваною, ніж Герцогштанд, до якого підходить канатна дорога. На гору можна дістатися простим походом із Ольштадта (залізничний вокзал), із Шледорф-ам-Кохельзее або з Вальхензее (автобусне сполучення до Кохеля). Нижче вершини на висоті 1785  м приватний гостьовий двір «Heimgartenhütte», який відкритий до середини жовтня, але не пропонує ночівлі.
На Гаймґартен також часто ходять узимку, пішки (порівняно з літнім періодом — значно вищий рівень складності), зі снігоступами або похідними лижами. Підйом Карла Отто на Гаймєартен у січні 1890 року був, мабуть, першим гірськолижним туром на альпійський пік.
Трохи на південь від гірської вершини на пішохідній стежці Н5 до Вальхензеє на висоті 1423 м знаходиться Ольштадтська полонина.

## Різне
Композитор Ріхард Штраус піднявся на гору влітку 1879 року, коли йому було 15 років, і потрапив у грозу. Пам'ять про цей досвід була одним із джерел натхнення для його альпійської симфонії.